# Test Craméra-von Misesa
Test Craméra-von Misesa – jeden z testów statystycznych zgodności rozkładu z zadanym rozkładem wzorcowym lub drugą próbą. Zwykle stosuje się go do sprawdzenia zgodności z rozkładem normalnym. Wynaleziony przez Haralda Craméra i Richarda von Mises, którzy zaproponowali go w latach 1928–1930.

## Statystyka Craméra-von Misesa

### Wersja dla jednej próby i rozkładu wzorcowego
{\displaystyle W^{2}=n\int \limits _{-\infty }^{+\infty }(F_{n}(x)-F(x))^{2}dF(x),}
gdzie:
{\displaystyle F_{n}(x)} – dystrybuanta empiryczna,
{\displaystyle F(x)} – dystrybuanta rozkładu wzorcowego,
{\displaystyle n} – liczność próby.
Zwykle do obliczeń używany jest prostszy wzór:
{\displaystyle W^{2}={\frac {1}{12n}}+\sum \limits _{i=1}^{n}\left(F(X_{(i)})-{\frac {2i-1}{2n}}\right)^{2},}
gdzie:
{\displaystyle X_{(i)}} – {\displaystyle i}-ta zaobserwowana wartość w próbie uporządkowanej rosnąco,
{\displaystyle F(x)} – dystrybuanta rozkładu wzorcowego,
{\displaystyle n} – liczność próby.

### Wersja dla dwóch prób
Niech {\displaystyle x_{1},x_{2},\dots ,x_{n}} i {\displaystyle y_{1},y_{2},\dots ,y_{m}} będą obserwowanymi wartościami w pierwszej i drugiej próbie posortowane rosnąco. Niech {\displaystyle r_{1},r_{2},\dots ,r_{n}} będą rangami obserwacji {\displaystyle x_{i}} w połączonej próbie (X i Y rangowane razem) i niech {\displaystyle s_{1},s_{2},\dots ,s_{m}} będą rangami obserwacji {\displaystyle y_{i}} w połączonej próbie.
Wówczas
{\displaystyle W^{2}={\frac {U}{nm(n+m)}}-{\frac {4mn-1}{6(m+n)}},}
gdzie:
{\displaystyle U=n\sum _{i=1}^{n}(r_{i}-i)^{2}+m\sum _{j=1}^{m}(s_{j}-j)^{2}.}

## Właściwości
Test ma lepsze właściwości niż test Kołmogorowa-Smirnowa, lecz jest stosunkowo nieczuły na odstępstwa od rozkładu w punktach dalekich od średniej („ogony” rozkładu). W celu eliminacji tej wady powstała jego modyfikacja, zwana testem Andersona-Darlinga.